# 吉野川 (名寄市)
吉野川（よしのがわ）は、北海道名寄市を流れる天塩川水系の一級河川で、天塩川の支流である。アイヌ語名は「シュプヤオマプ」である。

## 地理
北海道名寄市北東部のピヤシリ山(987m)に源を発する。ピヤシリ沢川と九度山川の2つの沢が合流して吉野川となり西に流れる。名寄市智東地区で北海道旅客鉄道宗谷本線と交差し、天塩川に合流する。

## 流域の自治体
北海道
名寄市

## 自然景勝地
2つの滝があり5月中旬が流量豊富で見ごろである。
- 晨光の滝（名寄市字智恵文）
  - 三ッ糸の滝（晨光の滝の脇に融雪期にのみ出現）
- 比翼の滝（名寄市字智恵文）

## 並行する交通

### 道路
- 智東三線林道

## 流域の観光地
- 湧永薬草園（名寄市字智恵文）